# Bengali (Film)
Bengali (im Original The Lives of a Bengal Lancer) ist ein US-amerikanischer Abenteuerfilm des Regisseurs Henry Hathaway aus dem Jahr 1935. Das Drehbuch basiert auf dem gleichnamigen Roman von Francis Yeats-Brown.

## Handlung
Die 41. Kompanie der Bengal Lancers, einer Kavallerie-Einheit der britischen Kolonialtruppen in Indien, liegt an der Nordwest-Grenze Indiens. Kommandeur ist der schottisch-kanadische Lieutenant Alan McGregor. Er erwartet zwei neue Leute als Ersatz. Ihm werden die Lieutenants Forsythe und Stone geschickt. Donald Stone ist der Sohn von Colonel Tom Stone, der seine Unbefangenheit beweisen will, indem er seinen Sohn an die Front schickt. Donald wertet dieses aber als Verärgerung ihm gegenüber.
Lieutenant Barrett spioniert Mohammed Khan aus und überbringt die Nachricht, dass dieser einen Aufstand gegen die Briten plane. Lieutenant Stone wird von den Aufständischen gefangen genommen. Mohammed Khan will von ihm Informationen über eine britische Munitionslieferung erhalten. Der Colonel verweigert die Genehmigung für Rettungsunternehmen für seinen Sohn. McGregor und Forsythe entschließen sich, ohne Befehl zu handeln. Doch auch sie werden von den Männern Mohammed Khans gefangen. Die Männer werden gefoltert. Stone bricht zusammen und erzählt, was er von der Munitionslieferung weiß, die daraufhin von den Aufständischen abgefangen wird.
Als die Bengal Lancers Khans befestigtes Versteck angreifen, schaffen es die drei Männer zu fliehen. Sie zerstören die erbeutete Munition. Stone rehabilitiert sich, indem er Khan tötet.

## Entstehungsgeschichte
Diese Paramount-Produktion wurde in Kalifornien gedreht. Die Dreharbeiten dauerten von August bis November 1934, wobei einige Einstellungen im Dezember 1934 nachgedreht wurden. Um das richtige indische Flair zu imitieren, wurden aus dem Napa Valley Oliven und exotische Früchte herangeschafft. Die Statisten, die Inder darstellten, waren zumeist Indianer aus einer nahegelegenen Piute-Reservation. Die indischen Hauptpersonen wurden von US-Amerikanern (Blue, Naish und Noble Johnson in einer kleinen Nebenrolle), einem Kanadier (Dumbrille), einem Georgier (Tamiroff) und einem Russen (Mischa Auer in einer nicht erwähnten Kleinrolle) verkörpert. Die militärische Beratung für den Film übernahmen Captain Rochfort John und Lieutenant Colonel W. E. Wynn.
Der Abspann dieses Filmes war ziemlich kurz. Keine Erwähnung fanden u. a. folgende Personen: Komponist Milan Roder, der von den späteren Oscar-Gewinnern Heinz Roemheld und John Leipold unterstützt wurde, die für diesen Film oscarnominierten Filmeditor Ellsworth Hoagland und Tongestalter Franklin Hansen, die Szenenbildner Hans Dreier und Roland Anderson, die für diesen Film mit dem Oscar ausgezeichneten Regieassistenten Clem Beauchamp (seine erste Arbeit in dieser Funktion) und Paul Wing sowie der für die Hintergrundaufnahmen zuständige Kameramann Ernest B. Schoedsack, der 1933 den Horrorklassiker King Kong und die weiße Frau schuf.
Der Film ist einer von über 700 Filmen der Paramount, die zwischen 1929 und 1949 entstanden und für die Fernsehvermarktung an die Universal verkauft wurden. Universal erwarb die Vermarktungsrechte an diesem Film 1958.

## Synchronisation
Der Film wurde zweimal synchronisiert. Die erste deutsche Fassung entstand vermutlich bei der Tobis-Melofilm in Berlin. Helmut Brandis und Helena von Fortenbach schrieben das Dialogbuch, Kurt Bleines führte Regie. 1951 entstand die zweite Synchronfassung bei der Elite-Film Franz Schröder GmbH, Konrad Wagner war für Dialogbuch und -regie verantwortlich.
| Rolle                 | Darsteller         | Synchronsprecher (1935) | Synchronsprecher (1951) |
| --------------------- | ------------------ | ----------------------- | ----------------------- |
| Lt. McGregor          | Gary Cooper        | Werner Schott           | Axel Monjé              |
| Lt. Forsythe          | Franchot Tone      | Harry Giese             | Erik Schumann           |
| Lt. Donald Stone      | Richard Cromwell   | Fritz Ley               | Paul Edwin Roth         |
| Colonel Tom Stone     | Guy Standing       | Walter Werner           | Hans Zesch-Ballot       |
| Major Hamilton        | C. Aubrey Smith    | Rudolf Klein-Rogge      | Siegfried Schürenberg   |
| Mohammed Khan         | Douglass Dumbrille | ?                       | Paul Wagner             |
| Tania                 | Kathleen Burke     | Barbara von Annenkoff   | ?                       |
| Hamzulla Khan         | Monte Blue         | Hanns Eggerth           | Georg Gütlich           |
| Emir                  | Akim Tamiroff      | S. O. Schoening         | Alfred Balthoff         |
| Major General Woodley | Lumsden Hare       | ?                       | Konrad Wagner           |

## Rezeption
Die Uraufführung war am 11. Januar 1935 in New York City. Die deutsche Erstaufführung erfolgte am 21. Februar 1935 im Berliner Capitol am Zoo. Von der nationalsozialistischen Filmzensur wurden dem Film die Prädikate „künstlerisch wertvoll“ und „volksbildend“ verliehen.

„Kameradschaft, Liebe, Korpsgeist und Heldentum in einem Action-Melodram, das – fern aller historischen Realitäten – perfekte Unterhaltung bietet.“

Bengali galt als einer der Lieblingsfilme von Adolf Hitler, wenn nicht sogar als sein Lieblingsfilm. Er begeisterte sich insbesondere daran, wie eine „Handvoll Briten“ als „überlegene Rasse“ ein ganzes Land unter Kontrolle hielten, und empfahl den Film SS-Mannschaften zur Sichtung.

## Auszeichnungen
Oscarverleihung 1936
- Gewinn des Oscars in der ehemaligen Kategorie
  - Beste Regieassistenz – Zwei Oscars an Clem Beauchamp und Paul Wing
- Nominierung in den Kategorien
  - Bester Film
  - Beste Regie – Henry Hathaway
  - Bestes adaptiertes Drehbuch – Achmed Abdullah, John L. Balderston, Grover Jones, William Slavens McNutt, Waldemar Young
  - Bester Schnitt – Ellsworth Hoagland
  - Bester Ton – Franklin Hansen

## DVD-Veröffentlichungen
Die Universal brachte den Film zweimal auf DVD heraus. Am 31. Mai 2005 erschien der Film als Teil der Gary Cooper Collection (ABN: B0007RTB9M), und am 25. September 2007 erschien Les trois lanciers du bengale - Lives of a Bengal Lancer (ABN: B000R7G86G).